# XIII Concilio de Toledo
El XIII Concilio de Toledo fue una reunión de obispos del Reino Visigodo iniciada en Toledo el 4 de noviembre del 683 en la Iglesia de los Santos Apóstoles. El concilio terminó el 13 de noviembre del 683. 
Asistieron setenta y siete obispos, cinco abades, tres dignatarios catedralicios y veintiséis funcionarios palatinos. El rey pidió a los obispos el perdón y la rehabilitación de los rebeldes del 673 contra  Wamba. Los obispos accedieron a restablecer en sus cargos y posición a los nobles rebelados y a sus descendientes, y a que se les devolvieran las tierras que permanecían en poder de la corona; el perdón se haría extensivo a todos aquellos que habían caído en desgracia por iguales motivos desde los tiempos de Chintila, cuarenta años antes. El rey Ervigio no quería que los lazos de sangre y las venganzas familiares provocaran nuevas rebeliones y adoptó una prudente política de reconciliación que terminara con las facciones. El concilio estableció una serie de disposiciones destinadas a favorecer al clero y la nobleza ambos tendrían derecho a no ser encarcelados, así como a ser juzgados por sus iguales.
Los obispos condenaron las confesiones forzadas, restableciendo la necesidad de juicio sin tortura para establecer la culpabilidad. Igualmente se reguló un límite máximo de detención.
El Concilio también volvió a establecer la necesidad de respetar la vida y hacienda de toda la familia real a la muerte del monarca, así como otras cuestiones menores.